# باشگاه فوتبال راسینگ فرول
باشگاه فوتبال راسینگ فرول (انگلیسی: Racing de Ferrol) یک باشگاه فوتبال مستقر در فرول،
گالیسیا، اسپانیا است که در حال حاضر در سگوندا دیویسیون، دومین سطح لیگ فوتبال در این کشور به فعالیت می‌پردازد.

## تاریخچه
این باشگاه که در سال ۱۹۱۹ تأسیس شد، در حال حاضر در سگوندا دیویسیون بازی می‌کند و بازی‌های خانگی را در ورزشگاه دا مالاتا برگزار می‌کند. رنگ‌های باشگاهی پیراهن‌های سبز با شورت سفید است، البته در سال‌های ابتدایی پیدایش آن از پیراهن‌های سبز و سفید با راه‌راه‌های عمودی استفاده می‌شد.
اگرچه ریسینگ هرگز در لا لیگا بازی نکرده است، اما این باشگاه سال‌های زیادی را در سگوندا دیویسیون سپری کرده است. راسینگ رکورد بیشترین فصل در سگوندا دیویسیون بدون حضور در لا لیگا (۳۵) را در اختیار دارد.